# 1979

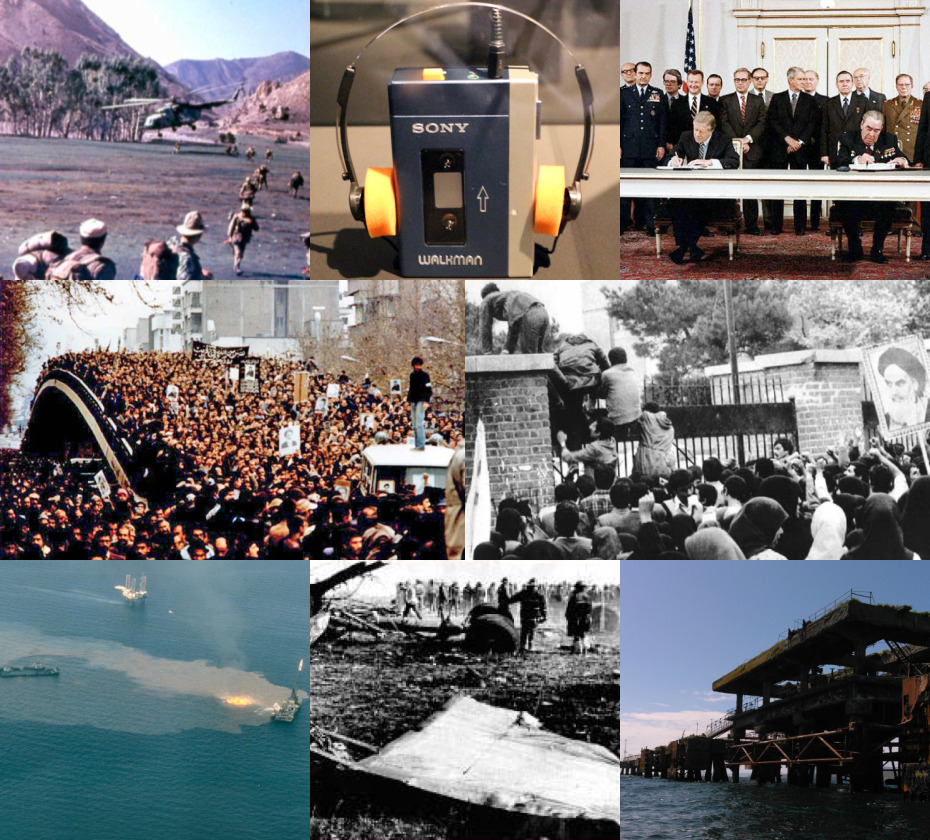
En el sentido de las agujas del reloj desde arriba a la izquierda: la Unión Soviética inicia su intervención militar en Afganistán, iniciando la guerra afgano-soviética, que duraría hasta 1989; Sony lanza el Walkman; se firman los tratados SALT II; Estudiantes iraníes abarrotan la embajada estadounidense en Teherán durante la crisis de los rehenes en Irán; explota el petrolero Betelgeuse, matando a 50 personas; El vuelo 191 de American Airlines se estrella y deja 271 muertos; Ixtoc I sufre un reventón, derramando 3,5 millones de barriles de petróleo; la Revolución iraní culmina con el derrocamiento de la Dinastía Pahlaví.

1979 (MCMLXXIX) fue un año común comenzado en lunes según el calendario gregoriano. Fue designado:
- El año de la cabra, según el horóscopo chino.
- El Año Internacional del Niño, proclamado por la ONU.

## Acontecimientos

### Enero
- 1 de enero:
  - al oeste de las islas Sisargas (frente a Galicia) naufraga el petrolero griego Andros Patria, que provoca una marea negra que alcanzará la costa gallega en los siguientes días.
  - el ejército vietnamita invade Camboya.
  - la ONU lo proclama como Año Internacional del Niño.
- 2 de enero: en San Sebastián (España) la banda terrorista ETA ametralla al comandante de infantería José María Hernández Herrera. En Pamplona muere el cabo artificiero del Cuerpo Nacional de Policía Francisco Berlanga al intentar desactivar un artefacto explosivo.
- 3 de enero: en Madrid, ETA asesina al gobernador militar de la zona, general de división Constantino Ortín Gil.
- 6 de enero: se transmite el primer capítulo de la serie de televisión mexicana, Odisea Burbujas.
- 7 de enero:
  - fuerzas vietnamitas ocupan Nom Pen, capital de Camboya, con la ayuda de camboyanos opuestos al régimen de Pol Pot y los Jemeres Rojos.
  - en Liubliana, Yugoslavia (actualmente Eslovenia), el presidente Josip Broz Tito es internado al Centro médico de la Universidad de Liubliana por problemas de circulación en las piernas, su pierna izquierda sería amputada un año más tarde.
- 8 de enero: 
  - en Montevideo (Uruguay), Argentina y Chile firman, ante el enviado papal cardenal Antonio Samoré, un acuerdo por el que solicitan la mediación de la Santa Sede.
  - en Buenos Aires, la conducción montonera da a conocer un comunicado acerca del diferendo con Chile: ofrecen a la dictadura argentina las fuerzas del Ejército Montonero para colaborar en la defensa de la soberanía nacional.
- 16 de enero: el exmonarca Reza Pahlevi, sah de Irán, acompañado de su esposa Farah Diba, abandona Irán camino del exilio.
- 25 de enero: Alberto Fuentes Mohr muere asesinado en la Ciudad de Guatemala, Guatemala.
- 26 de enero: llega a México el papa Juan Pablo II en su primera visita a este país.

### Febrero
- 1 de febrero: el ayatolá Ruhollah Jomeini regresa a Teherán (Irán), para darle forma a la revolución iraní luego de la partida del Sha de Irán.
- 2 de febrero: en España, el Gobierno concede la libertad condicional al ultraderechista Jorge Cesarski.
- 3 de febrero: en Madrid, Olof Palme dicta una conferencia en un acto conmemorativo del centenario del PSOE.
- 6 de febrero:
  - las tropas gubernamentales de El Salvador lanzan una ofensiva contra la guerrilla.
  - en Palma de Mallorca comienza el II Congreso de UCD.
  - el ex primer ministro pakistaní Ali Bhutto condenado a la horca.
- 7 de febrero:
  - el coronel Demis S. Nguesso, se convierte en el nuevo presidente de la República del Congo.
  - en Irán, los revolucionarios toman el control de la policía, los tribunales y la administración. Última sesión de la Asamblea de Consulta Nacional.
- 10 de febrero:
  - en Nápoles una epidemia desconocida causa la muerte de sesenta personas, en su mayor parte niños de corta edad.
  - en Bolivia mueren centenares de personas tras catastróficas inundaciones.
- 11 de febrero: en Irán, tras dos días de combates entre revolucionarios, militares y la Guardia Imperial, con el anuncio de neutralidad del ejército triunfa la Revolución islámica.
- 13 de febrero: en Puebla (México) se realiza la tercera[1] Conferencia de Obispos de América Latina.
- 14 de febrero: Jimmy Carter (presidente de los Estados Unidos) visita oficialmente México, donde es recibido por el presidente José López Portillo.
- 16 de febrero:
  - en la República Federal de Alemania, Klaus Croissant, antiguo defensor de la Fracción del Ejército Rojo, es condenado a 30 meses de prisión.
  - en Irán son ejecutados varios generales, tras juicios sumarísimos.
- 17 de febrero: China invade el territorio vietnamita y ocupa varios puestos fronterizos.
- 18 de febrero:
  - en el Desierto del Sahara se registra la primera nevada conocida.
  - se inaugura el Festival Internacional de Cine de Berlín con la película El matrimonio de María Braun, de Rainer Werner Fassbinder.
- 22 de febrero: Santa Lucía se independiza del Imperio británico.
- En febrero, en Buenos Aires, los líderes montoneros Rodolfo Galimberti, Juan Gelman y Fernández Long fracturan la cúpula montonera, y crean el «Peronismo en la Resistencia». Luego fundan el Movimiento Peronista Montonero Auténtico. Critican «el resurgimiento del militarismo [...] el concepto elitista de un partido de cuadros [...] el recurso a prácticas conspirativas [...] la definitiva burocratización de todas las esferas de dirección del partido». La respuesta oficial de los montoneros fue un comunicado acusándolos de deserción, conspiración y robo de dinero y armas de la organización, y que serán sometidos a Tribunal Revolucionario.
- 28 de febrero: en Yukón, Canadá, se registra un terremoto de 7,6 que deja daños mínimos.

### Marzo
- 1 de marzo:
  - Adolfo Suárez (UCD) triunfa en las elecciones generales españolas.
  - en España, la banda terrorista ETA libera a Luis Abaitúa, director de la empresa Michelin.
- 4 de marzo: en la Ciudad del Vaticano, el papa Juan Pablo II publica su primera encíclica Redemptor Hominis.
- 12 de marzo: en Venezuela toma posesión del cargo de presidente el Dr. Luis Herrera Campíns.
- 14 de marzo: en el estado de Guerrero, México, se registra un terremoto de 7,6 que deja 5 muertos y 35 heridos.
- 15 de marzo: João Figueiredo, asume a la presidencia del Brasil.
- 22 de marzo:
  - en la Ciudad de Guatemala (Guatemala), la dictadura del general Fernando Lucas asesina al exalcalde de izquierdas Manuel Colom Argueta (46).
  - en España, Juan Carlos I inaugura la sede de la Real Academia Gallega.
- 23 de marzo: con un tratado de amistad entre Laos y Camboya concluye la formación de una Asamblea Indochina, bajo el amparo de Vietnam.
- 26 de marzo: en Washington D. C., Anwar Sadat y Menájem Beguin firman el Tratado de paz israelo-egipcio.
- 28 de marzo: en la central de Three Mile Island (Estados Unidos), sucede una fuga radioactiva.
- 29 de marzo: el grupo de pop rock británico, Supertramp, lanzá su álbum más exitoso, Breakfast in America.
- 31 de marzo: en Jerusalén, Hallellujah de Gali Atari & Milk and Honey ganan por Israel la XXIV Edición de Eurovisión.
- De marzo a octubre: en Buenos Aires, Córdoba y Rosario ―en el marco de la sangrienta dictadura cívico-militar argentina (1976-1983)― operan durante todo el año los comandos montoneros TEA. Se producen centenares de intercepciones de televisión con los equipos de Radio Liberación para pasar mensajes.

### Abril
- 1 de abril:
  - en los Estados Unidos se funda Nickelodeon, el primer canal infantil de televisión.
  - en Irán se aprueba por 99,31% en plebiscito la constitución de la República islámica de Irán.
- 2 de abril: en Egipto, el jefe del Gobierno israelí Menahem Beguin llega a El Cairo en visita oficial.
- 3 de abril: en España se realizan las primeras elecciones municipales democráticas después de la dictadura franquista. El partido más votado es la UCD. El PSOE obtiene la victoria en las ciudades más importantes como Madrid, Barcelona, Valencia y Sevilla.
- 6 de abril: en Ecuador nace el referente en operaciones en pozos petroleros CEVN.
- 7 de abril: en Irán es ejecutado en prisión Amir Abbás Hoveydá, primer ministro en el anterior régimen.
- 14 de abril: los Gobiernos de Cuba y Granada establecen relaciones diplomáticas.
- 15 de abril: un terremoto de 6,9 sacude Montenegro causando la muerte de 136 personas.
- 23 de abril: se inaugura el espacio escultórico de la UNAM, idea del arquitecto Federico Silva.
- 29 de abril: Jaime Roldós, es elegido nuevo presidente de Ecuador, tras ganar las elecciones en la segunda vuelta.

### Mayo
- 1 de mayo: Groenlandia consigue, de Dinamarca, una autonomía interna, con Gobierno y Asamblea Legislativa propios.
- 4 de mayo:
  - en España ―después de 43 años de dictadura franquista― se constituye el Senado.
  - Margaret Thatcher es elegida como la primera primera ministra mujer del Reino Unido.
- 5 de mayo:
  - se da a conocer la posibilidad de destruir los cálculos renales por medio de ondas de choque.
  - en Irán, el gobierno interino de Mehdí Bazargán establece, por orden del ayatolá Jomeini, los Cuerpos de la Guardia Revolucionaria Islámica.
- 8 de mayo: ocurre la matanza en San Salvador, El Salvador.
- 10 de mayo:
  - los Estados Federados de Micronesia ganan su autonomía.
  - en Francia, Salvador Dalí ingresa en la Academia de Bellas Artes como miembro asociado.
- 16 de mayo: en República Dominicana, es elegido Antonio Guzmán como presidente.
- 19 de mayo: en España vuelve a legalizarse la francmasonería.
- 20 de mayo: México rompe relaciones diplomáticas con el gobierno dictatorial de Nicaragua de Anastasio Somoza Debayle.
- 22 de mayo:
  - en Buenos Aires, la dictadura de Videla cierra la fábrica IME (Industrias Mecánicas del Estado, creada en 1951), la cual en ese momento se encontraba fabricando el Rastrojero Diésel (utilitario) y el Rastrojero Conosur (sedán de cuatro puertas), entre otros.
  - Joe Clark, gana las elecciones de Canadá.
- 23 de mayo:
  - La banda estadounidense Kiss publica su séptimo álbum Dynasty (álbum de Kiss).
  - Grecia firma su adhesión a la Comunidad Económica Europea.
- 25 de mayo:
  - en Florida (Estados Unidos) se ejecuta a John Spenkelink. Es la primera ejecución legal no voluntaria en los últimos 10 años.
  - en un campo de remolques cercano al Aeropuerto Internacional O'Hare, en Chicago (Estados Unidos), a las 15:02 se estrella el vuelo 191 de American Airlines (un McDonnell Douglas DC-10), 31 segundos después del despegue. Mueren 271 personas y 2 personas en tierra.
- 26 de mayo: en Madrid (España) explota una bomba en la cafetería California 47, con el resultado de 9 muertos y 40 heridos.

### Junio
- Junio y julio: en Irán, el gobierno interino surgido de la revolución nacionaliza bancos privados, compañías de seguros, industrias y grandes empresas.
- 1 de junio:
  - en el Hospital Infantil Virgen del Rocío de Sevilla se realiza el primer trasplante renal infantil.
  - en Rodesia toma el poder el primer gobierno negro del país.
- 2 de junio: el papa Juan Pablo II visita su Polonia nativa, siendo el primer papa que visita un país comunista.
- 3 de junio:
  - al sur del golfo de México, una explosión en el pozo de petróleo Ixtoc I provoca la pérdida de entre 0,7 y 1 millón de toneladas de petróleo, la pérdida más grande en la historia humana.
  - en Italia se realizan las elecciones generales.
- 4 de junio: en Canadá, Joe Clark se convierte en el 16.º primer ministro.
- 9 de junio: en Sídney, se incendia la atracción del Tren Fantasma en el Luna Park, fallecen 7 personas en el incendio y Luna Park cierra sus puertas. Se inició una investigación que tardó más de 40 años en resolverse.
- 12 de junio: el ciclista Bryan Allen cruza el canal de la Mancha con su Gossamer Albatross, de tracción humana.
- 18 de junio: en Viena, Jimmy Carter y Leonid Brézhnev firman el tratado SALT II.
- 20 de junio: la Guardia Nacional de Nicaragua asesina al corresponsal estadounidense de la ABC Bill Stewart y a su intérprete nicaragüense. Los demás miembros del equipo periodístico filman el asesinato. Estados Unidos retira su apoyo a la dictadura somocista, precipitando la victoria de los rebeldes sandinistas.
- 23 de junio: en Sídney, el premier de Nueva Gales del Sur, Neville Wran, inaugura el ferrocarril Eastern Suburbs Railway.
- 25 de junio: en Bélgica, el comandante de la OTAN Alexander Haig escapa de un intento de asesinato por parte de la Facción del Ejército Rojo.

### Julio
- 1 de julio: 
  - en el circuito de Dijon (Francia) la escudería Renault gana el Gran Premio de Francia.
  - en Bolivia se realizan las elecciones.
- 11 de julio: la estación espacial Skylab cae a la Tierra, estrellándose sobre Australia.
- 12 de julio: Kiribati se independiza del Imperio británico.
- 15 de julio: fallece el expresidente de México, Gustavo Díaz Ordaz de cáncer colorrectal en su casa de la Ciudad de México, es infamemente recordado por ser uno de los principales responsables de la masacre de Tlatelolco en 1968.
- 16 de julio:
  - en Beniaján (España) los católicos realizan la coronación de Nuestra Señora del Carmen, patrona de esa localidad.
  - en Irak, se posesiona el presidente Sadam Huseín.
- 17 de julio: en Nicaragua, el dictador Anastasio Somoza huye del país y recibe asilo político en Miami (Estados Unidos).
- 18 de julio: inauguración de la 31.ª edición de Copa América sin sede fija.
- 19 de julio:
  - se da la Revolución Popular Sandinista, después de 17 años de lucha para derrocar la dictadura de los Somoza en Nicaragua.
  - frente a las costas de Tobago colisionan los superpetroleros de matrícula liberiana Atlantic Empress y Aegean Captain, vertiendo en el mar Caribe 500 000 toneladas de crudo.
- 20 de julio: Maritza Sayalero Fernández, representante de Venezuela, se convierte en Miss Universo.
- 26 de julio: en Ecuador se crea el parque nacional Sangay (patrimonio natural de la humanidad).
- 27 de julio: en el estadio La Bombonera (Buenos Aires), el Club Olimpia (de Paraguay) se consagra campeón de la Copa Libertadores por primera vez en su historia.

### Agosto
- 4 de agosto: en el Knebworth Park (Inglaterra), la banda británica Led Zeppelin toca su primer concierto en dos años.
- 5 de agosto: en Argel, el Frente Polisario y Mauritania firman un tratado de paz. Mauritania cede su parte del reparto del Sáhara Occidental a la RASD.
- 6 de agosto: en el estado de California se registra un terremoto de 5,7 que deja varios heridos y 500.000 dólares en daños.
- 8 de agosto: en México se funda Estafeta Mexicana S.A. de C.V. Empresa Logística que ofreció por primera vez el servicio de entrega de documentos y paquetes puerta a puerta en México.
- 9 de agosto: en Brighton (Reino Unido) se abre la primera playa nudista.
- 10 de agosto: en Estados Unidos, Michael Jackson lanza su primer disco como solista Off The Wall tras separarse de los Jackson Five.
- 11 de agosto:
  - en Ecuador, Jaime Roldós, asume a la presidencia de ese país.
  - Marruecos ocupa el territorio del Sáhara Occidental que Mauritania había abandonado.
  - en la India, se rompe una presa en el río Machhu: mueren 5000 personas.
- 14 de agosto: en Irlanda se produce una tormenta durante la carrera Fastnet Race. Mueren 15 competidores, y gana la competencia el multimillonario Ted Turner, de 40 años.
- 15 de agosto: Led Zeppelin lanza su álbum In Through the Out Door.
- 25 de agosto: Comienza la 2.ª Edición de la Copa Mundial de Fútbol Juvenil de 1979 por primera vez en Japón.
- 27 de agosto: el Ejército Republicano Irlandés mata a Lord Mountbatten (almirante tío del príncipe Philip) y a otras tres personas. También realiza un bombardeo en Warrenpoint, matando a 18 soldados británicos.
- 28 de agosto al 8 de septiembre: en Suva (islas Fiyi) se celebran Juegos del Pacífico Sur 1979.
- 31 de agosto: en la zona del Caribe, la acción conjunta de los ciclones David y Frederick causa una catástrofe sin precedentes.

### Septiembre
- 1 de septiembre: la nave estadounidense Pioneer 11 (que fue lanzada el 5 de abril de 1973) realiza el primer acercamiento a Saturno.
- 6 de septiembre:
  - llega a Buenos Aires la Comisión Interamericana de Derechos Humanos para investigar más de 30 000 casos de desaparecidos en apenas tres años por el presidente de la junta militar Jorge Rafael Videla. Los medios de comunicación y los periodistas cómplices de Videla realizan una gran campaña de desacreditación.
  - en el área de pruebas atómicas de Nevada (a unos 100 km al noroeste de la ciudad de Las Vegas), a las 7:00 (hora local), Estados Unidos detona a 640 m bajo tierra su bomba atómica Hearts, de 140 kt. Es la bomba n.º 932 de las 1129 que Estados Unidos detonó entre 1945 y 1992.
- 7 de septiembre: En Tokio (Japón) finaliza el Mundial sub-20 donde la Selección Argentina es campeona del mundo por primera vez en esta categoría al vencer en la final a la campeona del mundo del mundial anterior a la Selección de la Unión Soviética por 3-1.
- 8 de septiembre: en el área de pruebas atómicas de Nevada, a las 9:02 (hora local), Estados Unidos detona a 660 m bajo tierra su bomba atómica n.º 933, Pera, de 5 kt.
- 12 de septiembre: en Indonesia, un terremoto de 7,5 y un tsunami dejan 115 muertos.
- 13 de septiembre: en Stalać, Yugoslavia (actualmente Serbia), ocurrió una colisión frontal entre un tren expreso de pasajeros abarrotado con destino a Skopie y un tren de mercancías intermodal en un tramo de vía única. Debido a errores de comunicación y a la posible fatiga del conductor, los dos trenes colisionaron, con el resultado de 62 muertos y 106 heridos.
- 20 de septiembre: en el Imperio Centroafricano es derrocado el emperador Bokassa I.
- 21 de septiembre:
  - en Chile se funda la comuna Hualaihué.
  - en Buenos Aires la dictadura cívico-militar argentina secuestraba a la guerrillera montonera Adriana Lesgart que sería víctima de homicidio en diciembre de 1980.
- 23 de septiembre: en Nicaragua se funda el Partido Social Demócrata.
- 26 de septiembre: se emite el capítulo final de la famosa serie de televisión mexicana, El Chapulín Colorado.

### Octubre
- 15 de octubre:
  - en Suecia, la monja católica albanesa Teresa de Calcuta es galardonada con el Premio Nobel de la Paz.
  - en El Salvador el presidente Carlos Humberto Romero es derrocado por un golpe de Estado y sustituido en el poder por la Junta Revolucionaria de Gobierno, esto daría pie al inicio de la guerra civil de El Salvador.
  - en el valle Imperial, California, se registra un terremoto de 6,5 que deja 30 millones de dólares en daños.

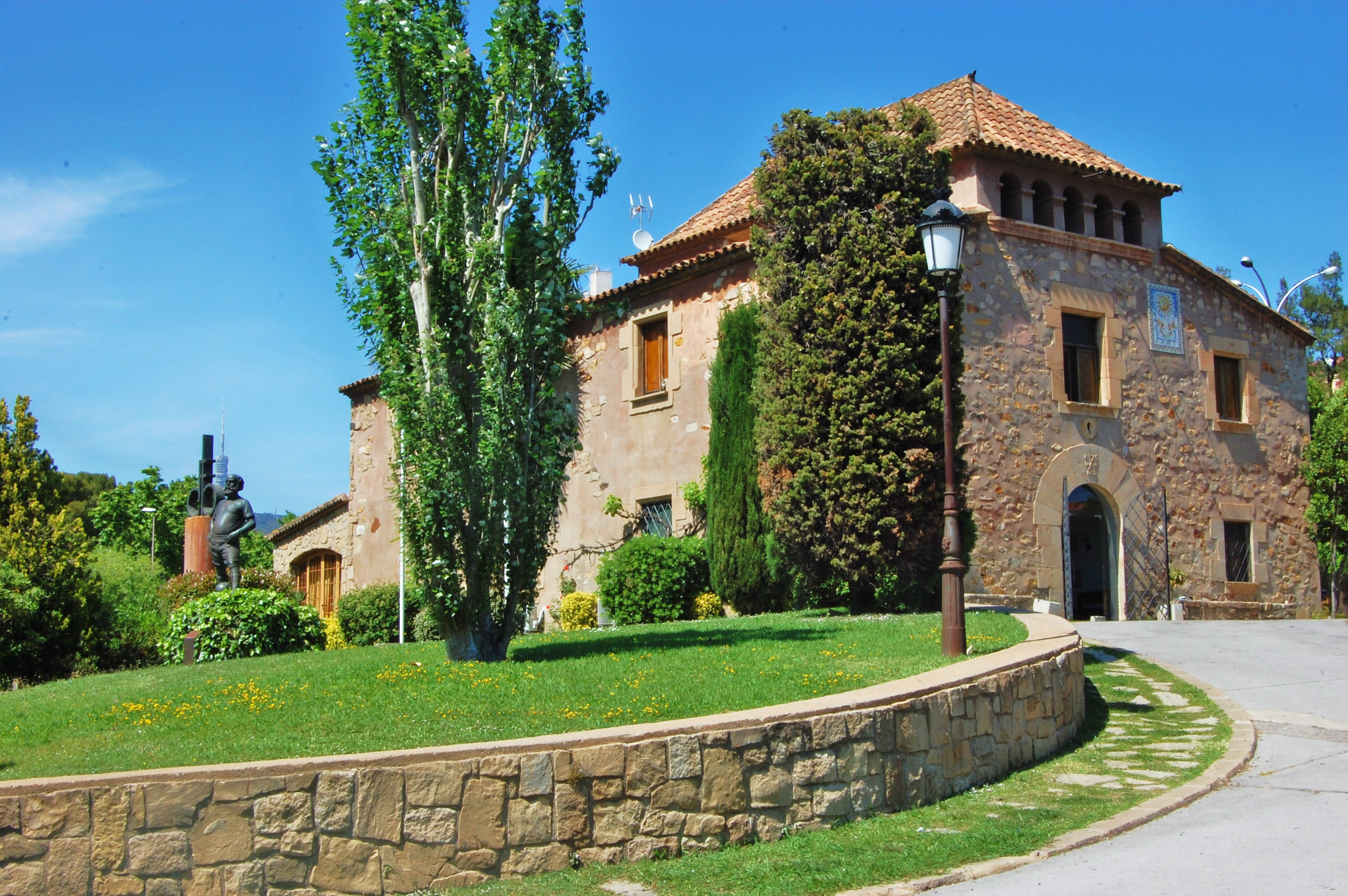
La Masía centro de formación del Fútbol Club Barcelona.

- 20 de octubre: en Barcelona (España) se inaugura La Masía, el centro de formación de las divisiones inferiores del Fútbol Club Barcelona.
- 25 de octubre: en España se realiza un referéndum de los estatutos de autonomía del País Vasco y Cataluña.
- 26 de octubre: en Seúl (Corea del Sur) es asesinado el presidente coreano Park Chung-hee.
- 27 de octubre: San Vicente y las Granadinas se independizan del Imperio británico.
- 31 de octubre: ocurre el accidente del Vuelo 2605 de Western Airlines en el Aeropuerto Internacional de la Ciudad de México. Mueren 72 ocupantes y sobreviven 2 asistentes de vuelo.

### Noviembre
- 1 de noviembre: toma posesión como Gobernadora de Colima (México) Griselda Álvarez Ponce de León, la primera mujer gobernadora electa en la historia del país.
- 4 de noviembre: en Teherán (Irán), estudiantes asaltan la embajada estadounidense.
- 5 de noviembre: llega a Nicaragua el primer grupo de cien maestros cubanos integrantes del contingente Augusto César Sandino.
- 9 de noviembre: en los Estados Unidos sucede el Incidente de la Cinta Equivocada. Un error humano dispara un prealerta general para la guerra termonuclear final.
- 12 de noviembre: como respuesta a la toma de la embajada de Estados Unidos en Teherán, el presidente estadounidense Jimmy Carter ordena cancelar todo tratado petrolífero con Irán.
- 14 de noviembre, Crisis de los rehenes en Irán: el presidente de Estados Unidos James Carter decreta la inmovilización de todos los fondos y bienes iraníes en Estados Unidos y en bancos estadounidenses.
- Del 14 de noviembre al 7 de diciembre: una serie de terremotos de 6,8 y 7,2 dejan un saldo de 440 muertos en Irán.
- 17 de noviembre, Crisis de los rehenes en Irán: el ayatolá Jomeini ordena la liberación de los 13 rehenes del cuerpo diplomático estadounidense de sexo femenino o raza negra.
- 18 de noviembre  Olimpia de Paraguay se consagra Campeón de la Copa Intercontinental de 1979 tras derrotar al Malmö FF 3-1 (en el global)
- 20 de noviembre: en la Kaaba de La Meca (Arabia Saudí) cerca de 200 musulmanes suníes se rebelan durante el peregrinaje, tomando a 6000 rehenes. El Gobierno recibirá la ayuda de fuerzas francesas.
- 23 de noviembre: en Manizales (Colombia) se produce un terremoto de 6 grados en la escala de Richter.
- 28 de noviembre: el Vuelo 901 de Air New Zealand se estrella en el Monte Erebus ubicado en la Isla de Ross en la Antártida, todos los pasajeros del avión fueron encontrados muertos.
- 30 de noviembre: el grupo británico Pink Floyd lanza el álbum The Wall, convirtiéndose en el 12.º álbum más vendido en la historia y el álbum doble más vendido de la historia.

### Diciembre
- 1 de diciembre: se inaugura oficialmente la televisión a color en Colombia,[2]
- 2 de diciembre:
  - en Portugal, se realizan las elecciones.
  - en Irán, un segundo plebiscito a escala nacional aprueba con el 99,5% de los votos el texto de la Constitución de la República Islámica de Irán.
- 3 de diciembre: se realiza un concierto del grupo The Who en Cincinnati, Ohio (Estados Unidos) donde una avalancha de asistentes deja 11 muertos.
- 11 de diciembre: Finaliza la Copa América en Buenos Aires (Argentina) y Paraguay es Campeón por Segunda Vez de Copa América tras ganarle en el global 3-1 a Chile.
- 12 de diciembre: 
  - en Colombia se registra un fuerte terremoto de 8,2 que provoca un gran tsunami con olas de 5 metros. Mueren entre 300 y 600 personas en la costa del Pacífico colombiano.
  - en Caracas, Cuenta conmigo de Daniel Riolobos gana por Argentina la VIII Edición del Festival OTI.
- 14 de diciembre:
  - la banda británica The Clash lanza su álbum más exitoso, London Calling.
  - en un pozo a 235 metros bajo tierra, en el área U2em del Sitio de pruebas atómicas de Nevada (a unos 100 km al noroeste de la ciudad de Las Vegas), a las 10:00 (hora local) Estados Unidos detona su bomba atómica Azul, de menos de 20 kt. Es la bomba n.º 939 de las 1131 que Estados Unidos detonó entre 1945 y 1992.
- 18 de diciembre: en Bali se registra un terremoto de 6,3 que deja medio millón de personas desplazadas.
- 21 de diciembre: en Londres, se firma el Acuerdo de Lancaster House para un alto el fuego en Rodesia del Sur.
- 24 de diciembre: primer lanzamiento con éxito de un cohete lanzador europeo (Ariane 1, de la Agencia Espacial Europea).
- 27 de diciembre: Operación Tormenta-333 (tropas soviéticas asesinan al dictador afgano Hafizullah Amín).

## Arte y literatura
- 6 de enero: Carlos Rojas obtiene el premio Nadal, por su novela El ingenioso hidalgo Federico García Lorca.
- Este año Michael Ende (autor alemán) escribe el libro La Historia Interminable.
- Se publica en México, en la Colección Popular del Fondo de Cultura Económica, El ombligo como centro erótico, de Gutierre Tibón.[3]

## Deporte

### Automovilismo
- Fórmula 1: Jody Scheckter se consagra campeón del mundo de Fórmula 1. El campeonato de constructores es para Ferrari.

### Baloncesto
- NBA: Seattle SuperSonics, campeón por primera vez.
- Copa de Europa: Bosna Sarajevo, campeón por primera vez.
- Liga Española de Baloncesto: Real Madrid, campeón por vigésima vez.

### Balonmano
- Copa de Europa de Balonmano: TV Großwallstadt, campeón por primera vez.
- Recopa de Europa de Balonmano: VfL Gummersbach, campeón por segunda vez.
- Liga ASOBAL (España): Atlético de Madrid, campeón por tercera vez.

### Ciclismo
- Tour de Francia: Bernard Hinault, campeón por segunda vez.
- Vuelta a España: Joop Zoetemelk campeón por primera vez.
- Giro de Italia: Giuseppe Saronni, campeón por primera vez.
- Campeonato del Mundo de ciclismo: Jan Raas, campeón por primera vez.

### Fútbol
- Copa Intercontinental: Club Olimpia, campeón por primera vez.
- Copa América: La selección del Paraguay, campeona por segunda vez.
- Copa Libertadores de América: Club Olimpia, campeón por primera vez.
- Copa de Europa: Nottingham Forest F.C., campeón por primera vez.
- Copa de la UEFA: Borussia Mönchengladbach, campeón por segunda vez.
- CAF Champions League: Unión Douala, campeón por primera vez.
- Copa de Campeones de la CONCACAF: FAS, campeón por primera vez.
- Copa Mundial de Fútbol Juvenil: Argentina campeón por primera vez.
- Liga española de fútbol: Real Madrid, campeón por decimonovena vez.
- Copa del Rey: Valencia CF, campeón por quinta vez.
- Liga británica: Liverpool FC, campeón por undécima vez.
- Liga Italiana: AC Milan, campeón por décima vez.
- Liga Francesa: Racing Club de Strasbourg, campeón por primera vez.
- Liga Alemana: Hamburger SV, campeón por primera vez.
- Liga Mexicana: Cruz Azul, campeón por sexta vez.
- Liga Argentina: Club Atlético River Plate, campeón por decimosexta y decimoséptima vez (Torneo Nacional y Torneo Metropolitano).
- Liga Brasileña: Sport Club Internacional, campeón por tercera vez.
- Liga Paraguaya: Olimpia, campeón por vigesimoquinta vez.
- Liga Peruana: Sporting Cristal, campeón por sexta vez.
- Liga Uruguaya: Club Atlético Peñarol, campeón por vigesimoquinta vez.
- Liga Chilena: Colo-Colo, campeón por duodécima vez.
- Liga Colombiana: América de Cali, campeón por primera vez.
- Balón de Oro: El británico Kevin Keegan (Hamburger SV), proclamado mejor futbolista de Europa por la revista France Football.
- Primera B: El Club Atlético Tigre se proclama campeón del fútbol de segunda división B en 1979.
- Se funda en Costa Rica el Deportivo Diablos Rojos.

### Tenis
- Abierto de Australia: Guillermo Vilas (hombres) y Barbara Jordan (mujeres), campeones.
- Roland Garros: Björn Borg (hombres) y Chris Evert-Lloyd (mujeres), campeones.
- Wimbledon: Björn Borg (hombres) y Martina Navratilova (mujeres), campeones.
- US Open: John McEnroe (hombres) y Tracy Austin (mujeres), campeones.

- Copa Masters: Björn Borg, campeón.
- Copa Davis: Estados Unidos, campeón.
- Copa Federación: Estados Unidos, campeón.

### Otros deportes
- Powerlifting: Bill Kazmaier se convierte en el primer ser humano que logra levantar más de 300 kg en press de banca.
- Hockey sobre patines: el FC Barcelona se proclama campeón por cuarta vez de la Copa de Europa.
- Fútbol americano: los Pittsburgh Steelers ganan su tercer Super Bowl.
- Lucha libre: Tito Santana e Ivan Putski se proclaman Campeones en Parejas de la WWF el 22 de octubre.

## Cine
- Kramer vs. Kramer, de Robert Benton, con Dustin Hoffman y Meryl Streep, ganadora del Óscar a mejor película.
- Manhattan, de Woody Allen.
- Moonraker, de Lewis Gilbert. Undécima película de James Bond y cuarta protagonizada por Roger Moore.
- The Warriors, de Walter Hill.
- La Vida de Brian, de Monty Python.
- Calígula, de Tinto Brass.
- The Muppet Movie, de James Frawley
- Alien: el octavo pasajero, de Ridley Scott.
- Apocalypse Now, de Francis Ford Coppola.
- País portátil, de Iván Feo.
- Quadrophenia, de Franc Roddam.
- México de mis amores, de Nancy Cárdenas.
- 10, de Blake Edwards.
- 1941, de Steven Spielberg.
- Mad Max, de George Miller.
- The Visitor, de Giulio Paradisi.
- Fast Company y The Brood, de David Cronenberg.
- Phantasm, de Don Coscarelli.
- Rocky II, de Sylvester Stallone.
- Moscú no cree en las lágrimas, dirigida por Vladimir Menshov.
- The Amityville Horror, de Stuart Rosenberg.
- Escape from Alcatraz, de Don Siegel.
- When a Stranger Calls, de Fred Walton.
- Star Trek: The Motion Picture, de Robert Wise.
- The Black Hole, de Gary Nelson.
- La niña de la mochila azul, de Rubén Galindo.
- El cocinero, el ladrón, su mujer y su amante, de Peter Greenaway.
- Justicia para todos, de Norman Jewison.
- Hardcore, de Paul Schrader.
- The Jerk, de Carl Reiner.

## Música

### Noticias
- En Chile se funda el grupo de música infantil Mazapán.
- En España se forma el grupo musical infantil Parchís.
- En Colombia se funda la orquesta de salsa Grupo Niche.

### Discografía
- ABBA: Voulez-Vous, Greatest Hits Vol. 2
- AC/DC: Highway to hell
- Aerosmith: Night in the ruts
- Ángela Carrasco: Quererte a ti
- Betty Missiego: Su canción
- Bee Gees: Spirits having flown
- Binomio de Oro: SuperVallenato
- Bob Dylan: Bob Dylan at Budokan
- Bob Dylan: Slow Train Coming
- Boney M: Oceans of fantasy
- Camel: I Can See Your House From Here
- Camilo Sesto: Horas de amor
- Cheap Trick: Dream Police y Cheap Trick at Budokan
- Cher: Take me home y Prisioner
- Dire Straits: Communiqué
- Dr. Hook: Sometimes you win
- Electric Light Orchestra: Discovery
- Emmanuel: Al final...
- Eva Ayllón: Esta noche...
- Franco Simone: Esta noche (A quest'ora)
- Frank Zappa: Joe's Garage
- Gabriel Romero: El cumbiambero
- George Harrison: George Harrison
- Grupo Niche: Al pasito
- José José: Si me dejas ahora
- José Luis Perales: Tiempo de otoño (en América se llamó Tiempo de amor y tuvo que cambiarse la canción «Me llamas» debido a la censura)
- José Luis Rodríguez: Por si volvieras
- Joy Division: Unknown pleasures
- Juan Gabriel: Me gusta bailar contigo
- Judas Priest: Hell bent for leather (Killing machine en el Reino Unido)
- Kiss: Dynasty
- Led Zeppelin: In Through the Out Door
- Los Chichos: Amor y ruleta
- Los Melódicos: Noche de Fiesta con Los Melódicos y Su Ritmo sin Igual
- María Jiménez: Resurrección de la alegría
- Miami Sound Machine: Imported
- Michael Jackson: Off the Wall
- Miguel Bosé: Chicas!
- Mike Oldfield: Exposed y Platinum
- Motörhead: Overkill y Bomber
- Parchís: Las 25 súper canciones de los peques
- Paul McCartney y Wings: Back to the Egg
- Pink Floyd: The Wall
- Otto Serge: Mi sentimiento
- Queen: Live Killers
- Ramoncín: Barriobajero
- Richard Clayderman: Reveries y Lettre a ma mere
- Rocío Dúrcal: Canta a Juan Gabriel Volumen 3
- Rodolfo Con Los Hispanos: Que Chevere...
- Saxon: Saxon
- Serú Girán: La grasa de las capitales
- Simple Minds: Life in a day y Reel to real cacophony
- Siouxsie And The Banshees: Join Hands
- Supertramp: Breakfast in America
- Tangerine Dream: Force Majeure
- The Alan Parsons Project: Eve
- The B-52's: The B-52's
- The Beach Boys: L.A. (Light Album) «Lady Lynda»
- The Buggles: Video Killed the Radio Star
- The Clash: The Clash (U.S.) y London Calling
- The Cure: Three Imaginary Boys
- The Fall: Live at the witch trials y Dragnet
- The Police: Reggatta de Blanc
- Triana: Sombra y luz
- Toto: Hydra
- Tubeway Army: Replicas
- Umberto Tozzi: Gloria
- Van Halen: Van Halen II
- Yola Polastry: Yo... Yola... Y...

### Festivales
- El 31 de marzo se celebra la XXIV edición del Festival de la Canción de Eurovisión en Jerusalén,  Israel.
  - Ganador/a: Gali Atari & Milk & Honey con la canción «Hallelujah» representando a Israel .

## Premios Nobel
- Física: Sheldon Lee Glashow, Abdus Salam, Steven Weinberg.[4]
- Química: Herbert C. Brown, Georg Wittig.[4]
- Medicina: Allan M. Cormack y Godfrey N. Hounsfield.[4]
- Literatura: Odysseas Elytis.[4]
- Paz: Madre Teresa.[4]
- Economía: Theodore Schultz, Arthur Lewis.[4]

## Premio Cervantes
- Jorge Luis Borges y Gerardo Diego.[5]